# 赵晓时
赵晓时（1962年1月—），男，广东广州人，中国摄影师，珠江电影制片厂摄影师，中国电影金鸡奖最佳摄影。